# 양주 (간쑤성)
양주(涼州)는 현재의 간쑤성과 닝샤 후이족 자치구, 칭하이성 동북부, 신장 위구르 자치구 하미시, 내몽골 자치구 아라산 맹 일대에 존재한 중국 역사상의 옛 행정 구역이며, 후한 13주 중 한 지역이다. 중심지는 농현(隴縣, 현재의 산시성 바오지시 룽현)이다.

## 군 · 군국

### 전한: 9군(郡)
- 금성(金城)
- 농서(隴西)
- 돈황(敦煌)
- 무위(武威)
- 서해(西海)
- 안정(安定)
- 장액(張掖)
- 주천(酒泉)
- 천수(天水)

### 후한: 16군 3속국(屬國)
흥평(興平) 원년(194년), 양주와 사례(司隷)의 일부를 떼어내어 옹주(雍州)를 신설하였다.

#### 군
- 금성(金城) : 치소는 윤오(允吾)
- 남안(南安)
- 농서(隴西)
- 돈황(敦煌) : 치소는 돈황(敦煌)
- 무도(武都)
- 무위(武威) : 치소는 고장(姑臧)
- 북지(北地)
- 서(西) : 건안 연간, 장액의 속현인 일륵(日勒)을 분할하여 신설하였다.
- 서평(西平) : 건안 연간, 금성을 분할하여 신설하였다.
- 서해(西海) : 건안 연간, 장액거연속국을 서해군으로 고쳤다.
- 신평(新平)
- 안정(安定)
- 영양(永陽)
- 장액(張掖)
- 주천(酒泉) : 치소는 복록(福祿)
- 한양(漢陽)

#### 속국
- 안정속국(安定屬國)
- 장액거연속국(張掖居延屬國) : 건안 연간, 서해군으로 고쳤다.
- 장액속국(張掖屬國)

### 삼국시대: 10군
무도군과 음평군은 본디 조위가 실효 지배했으나, 229년에 촉한의 공격을 받아 잃었고, 이후 263년에 촉한을 멸하여 수복했다.

#### 조위
- 금성(金城)
- 돈황(敦煌)
- 무도(武都)
- 무위(武威)
- 서(西)
- 서평(西平)
- 서해(西海)
- 음평(陰平)
- 장액(張掖)
- 주천(酒泉)

### 서진: 11군
- 금성(金城) : 치소는 유중(楡中)
- 돈황(敦煌)
- 무위(武威)
- 무흥(武興)
- 서(西)
- 서평(西平)
- 서해(西海)
- 장액(張掖)
- 주천(酒泉)
- 진창(晉昌)
- 진흥(晉興)